# Минбар

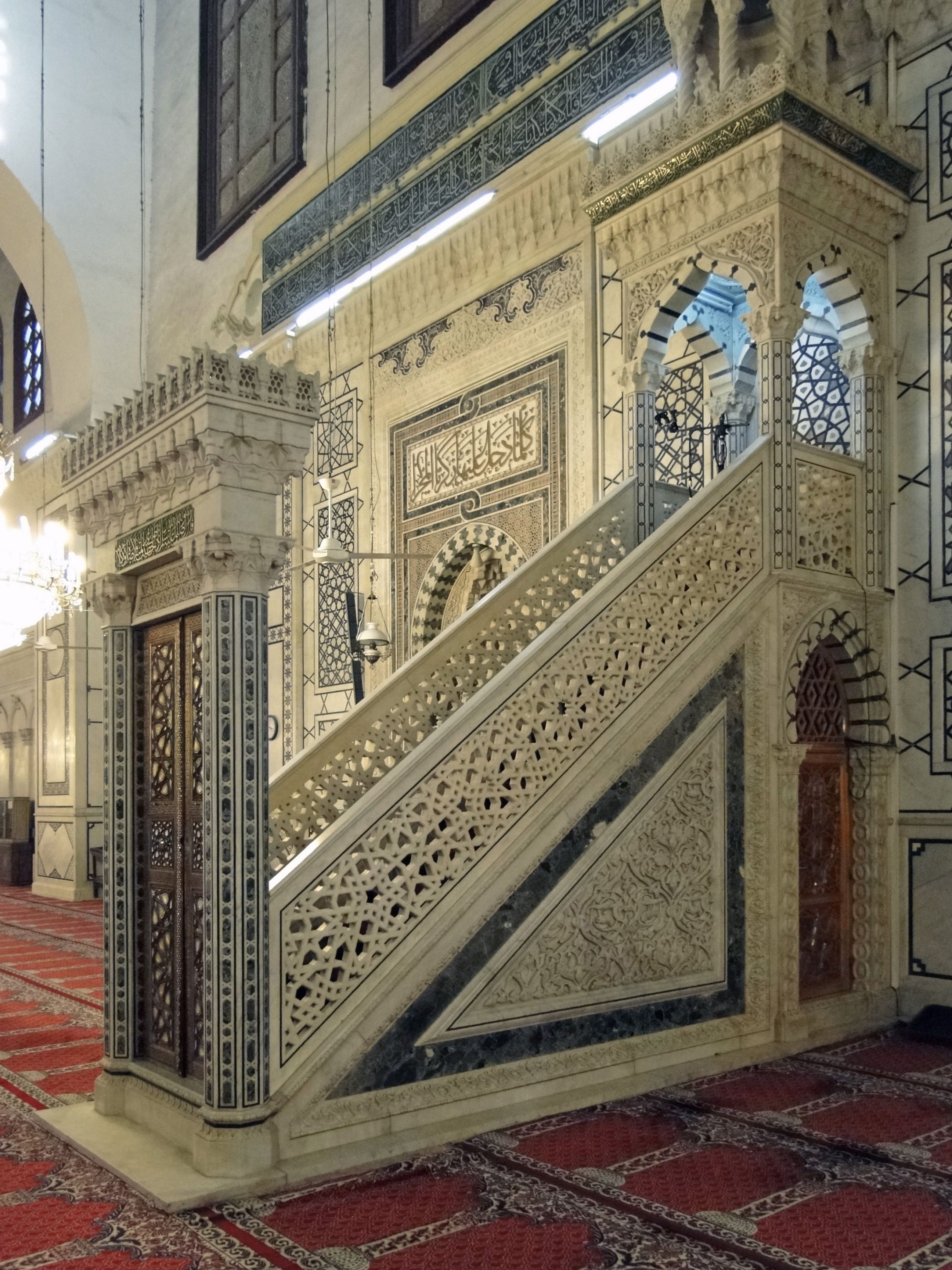
Минбар в мечети Омейядов (Дамаск)

Минба́р (араб. منبر‎ ми́нбар — «трибуна», «кафедра») или мимба́р — кафедра или трибуна в соборной мечети, с которой имам читает пятничную проповедь (хутбу). Расположена справа от михраба.

## История

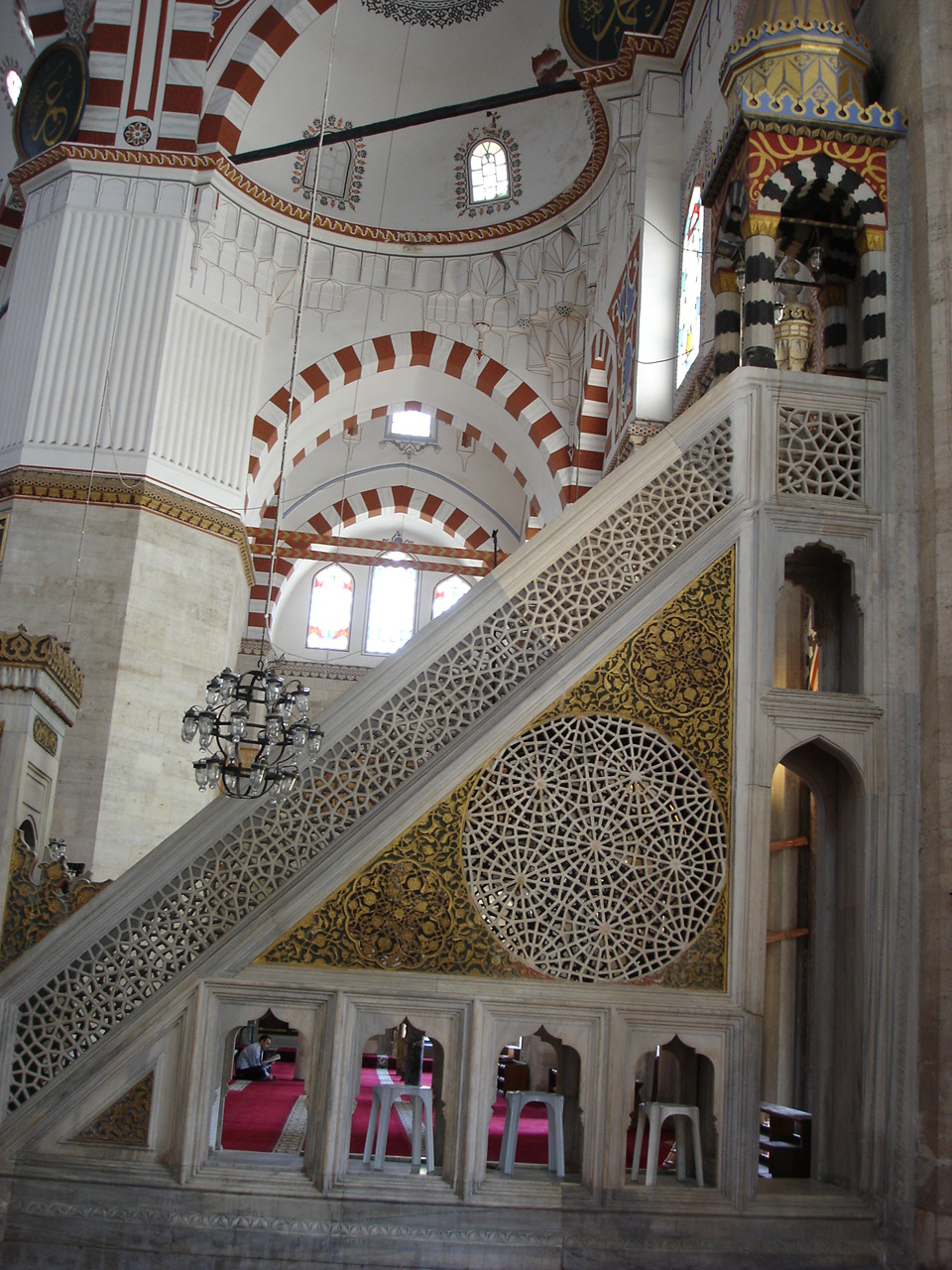
Минбар в мечети Шехзаде (Стамбул)

Первым минбаром, с которого читалась проповедь, был отрубленный ствол финикового дерева в мединской мечети. Согласно Сахих аль-Бухари, минбар был изготовлен рабом-плотником. В 628—629 годах пророком Мухаммадом был установлен новый минбар, сделанный из дерева и состоящий из двух ступенек и места для сидения. Этим минбаром также пользовались три первых праведных халифа. С IX века минбар стал приобретать форму высокой трибуны с деревянным навесом. К такому минбару ведет лестница с перилами и порталом либо дверцами. В 1256 году во время пожара в мединской мечети её минбар был уничтожен. В настоящее время в этой мечети находится минбар, сделанный по приказу турецкого султана Мурада III.
Первый минбар, который был установлен вне мединской мечети, находится в мечети Амра (Египет). В последующем минбар стал атрибутом всех мечетей мира.

## Предназначение
Во время пятничной молитвы имам поднимается на минбар для чтения проповеди. В этот момент все разговоры в мечети прекращаются и верующие концентрируют своё внимание на проповеди.

## Форма
Форма минбара происходит от формы трона правителя и судейского кресла в античных базиликах. Часто минбары представляют собой красивые расписные сооружения из дерева или камня. Их декорируют резьбой, инкрустацией из драгоценных камней, мрамора или ценных пород дерева, украшают позолотой, цветным фаянсом или стеклом. Некоторые минбары представляют ценность в качестве произведений искусства. Они имеют вид высокого трона, на который ведет лестница с перилами, состоящая из пяти, семи, девяти и более ступенек.